# Gavrilo Princip
Gavrilo Princip (en serbio cirílico: Гаврило Принцип pronunciado [gaʋ'ri:lɔ 'printsip]; 13 de juliojul./ 25 de julio de 1894greg.-28 de abril de 1918) fue un miembro serbobosnio de la Joven Bosnia, una organización que buscaba el fin del dominio austrohúngaro en Bosnia y Herzegovina y la unión de todos los pueblos eslavos en torno a Serbia. A la edad de 19 años, asesinó al archiduque Francisco Fernando de Austria y a la esposa de este, Sofía, duquesa de Hohenberg, en Sarajevo el 28 de junio de 1914. Princip y sus cómplices fueron arrestados e implicados como una sociedad secreta nacionalista, que inició la crisis de julio y condujo al estallido de la Primera Guerra Mundial.
En su juicio, Princip declaró: «Soy un nacionalista yugoslavo y creo en la unificación de todos los eslavos meridionales bajo cualquier forma de Estado libre de Austria». Princip fue condenado a veinte años de prisión, el máximo para su edad, y fue encarcelado en la fortaleza de Terezín. Murió el 28 de abril de 1918 debido a la tuberculosis agravada por las malas condiciones carcelarias que ya le habían provocado la pérdida de su brazo derecho.

## Primeros años
Gavrilo Princip nació en la remota aldea de Obljaj, cerca de Bosansko Grahovo, el 13 de juliojul./ 25 de julio de 1894greg.. Era el segundo de los nueve hijos que tuvieron sus padres, de los cuales seis murieron en la infancia. La madre de Princip, Marija, quería ponerle el nombre de su difunto hermano Špiro, pero lo llamaron Gavrilo ante la insistencia de un sacerdote ortodoxo oriental local, quien afirmó que nombrar al niño enfermo como el arcángel Gabriel le ayudaría a sobrevivir.

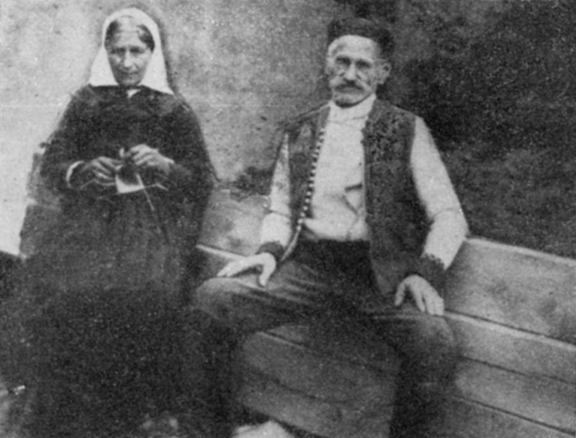
Marija y Petar Princip, 1927.

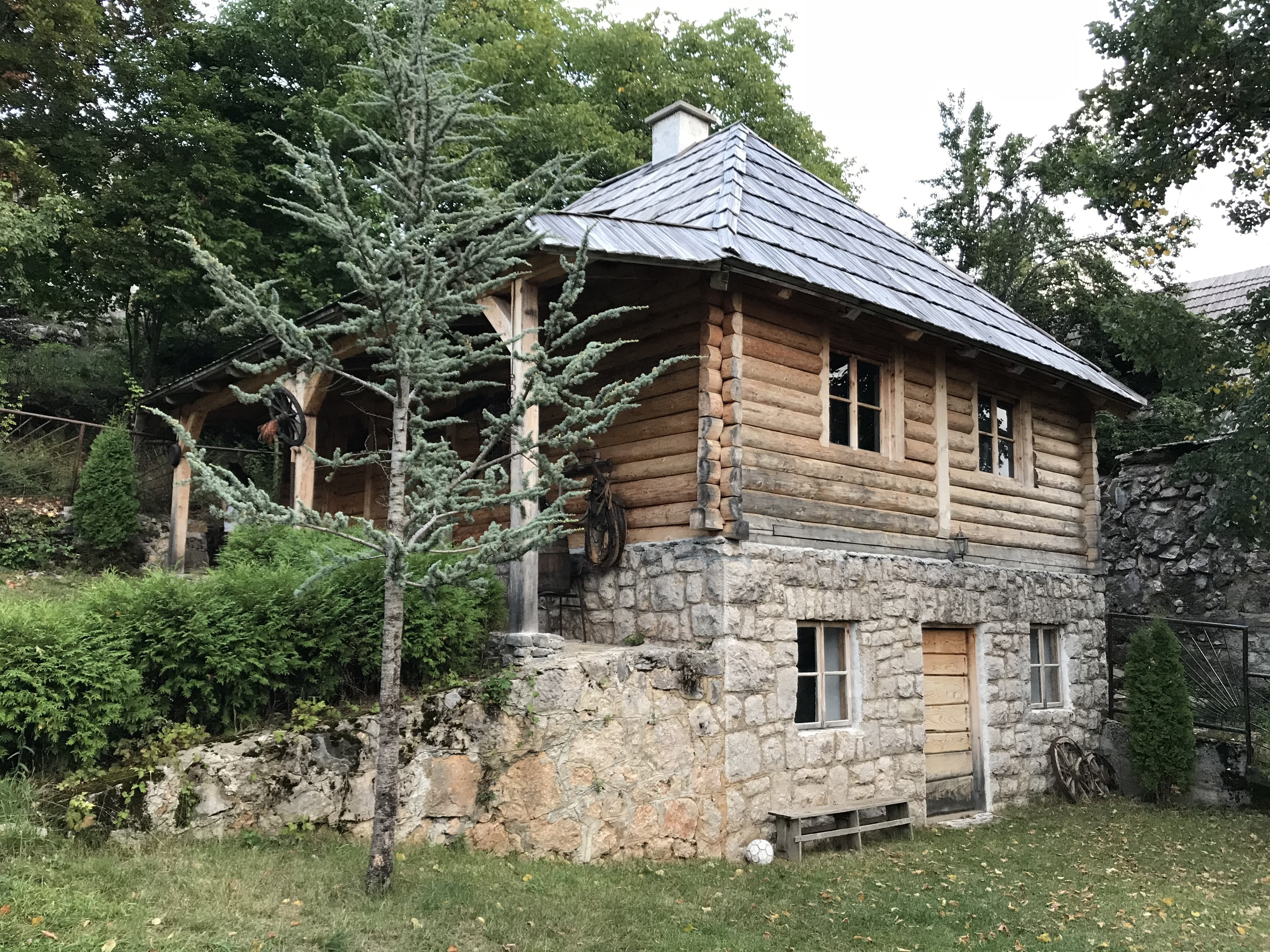
La casa de la familia Princip en Obljaj.

Como una familia de serbios, los Princip vivieron en el noroeste de Bosnia durante muchos siglos y se adhirieron a la fe cristiana ortodoxa serbia. Los padres de Princip, Petar y Marija (de soltera Mićić), eran agricultores pobres que vivían de la pequeña tierra que poseían. Además, pertenecían a una clase de campesinos cristianos conocidos como kmeti (siervos), que a menudo eran oprimidos por sus terratenientes musulmanes.
Petar, quien insistió en la «estricta corrección», nunca bebía ni maldecía, lo que llevó a sus vecinos a ridiculizarlo. Durante su juventud, luchó en la rebelión herzegovina de 1875 contra el Imperio otomano. Tras el levantamiento, volvió para ser un granjero en el valle de Grahovo, donde trabajó aproximadamente 4 acres (1.6 ha) de tierra y se vio obligado a dar un tercio de sus ingresos a su propietario. Para complementar sus ingresos y alimentar a su familia, recurrió al transporte de correo y pasajeros a través de las montañas entre el noroeste de Bosnia y Dalmacia.
A pesar de la oposición de Petar, Gavrilo Princip empezó a estudiar la educación primaria en 1903, a la edad de nueve años. Superó un primer año difícil y tuvo mucho éxito en sus estudios, y en consecuencia, su director le otorgó una colección de poesía épica serbia. A la edad de trece años, Princip se mudó a Sarajevo, donde su hermano mayor, Jovan, tenía la intención de inscribirlo en una escuela militar austrohúngara. Sin embargo, cuando Princip llegó a dicha ciudad, su hermano cambió de opinión después de que un amigo le aconsejara que no convirtiera a Gavrilo en «un verdugo de su propio pueblo», por lo que en lugar de apuntarlo en dicha academia, optó por inscribirlo en una de comerciantes. Jovan pagó su matrícula con el dinero que ganó realizando trabajos manuales, en los que llevaba troncos de los bosques circundantes a Sarajevo hacia los molinos dentro de la ciudad. Después de tres años de estudio, Gavrilo se trasladó a un gymnasium local. En 1910, llegó a reverenciar a Bogdan Žerajić, un revolucionario serbiobosnio que intentó asesinar a Marijan Varešanin, el gobernador austrohúngaro de Bosnia y Herzegovina, antes de quitarse la vida. En 1911, Princip se unió a la Joven Bosnia (en serbio Mlada Bosna), una sociedad que buscaba la separación de Bosnia y Herzegovina del dominio austrohúngaro, y la anexión con el vecino Reino de Serbia. Debido a que las autoridades locales habían prohibido a los estudiantes formar organizaciones y clubes, Princip y otros miembros de la Joven Bosnia formaban reuniones secretas, donde debatían sobre literatura, ética y política.

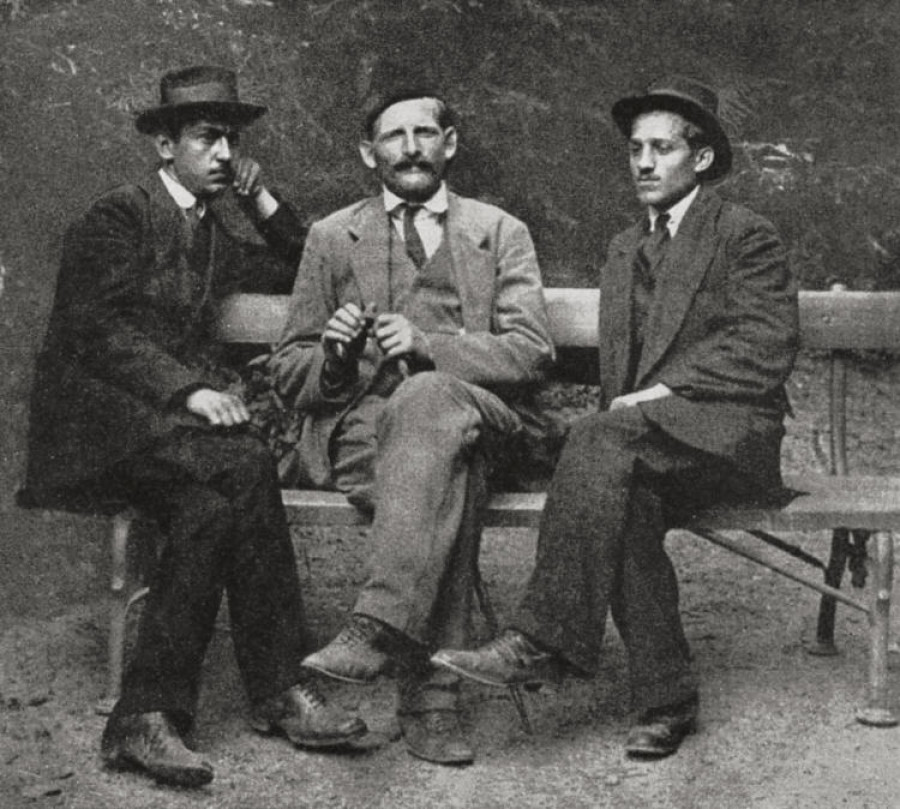
Trifko Grabež, Milan Ciganović y Princip en Kalemegdan, mayo de 1914.

En 1912, Princip fue expulsado de la escuela tras participar en una manifestación contra las autoridades austrohúngaras. Un estudiante que presenció el incidente afirmó que «Gavrilo iba de clase en clase amenazando con un puño de acero a todos los chicos para que asistieran a las nuevas protestas». Gavrilo dejó Sarajevo poco después de ser expulsado e hizo un viaje de doscientos ochenta kilómetros a Belgrado a pie. Según un relato , cayó de rodillas y besó el suelo al cruzar la frontera hacia Serbia. [cita requerida] En dicha ciudad, se ofreció como voluntario para unirse a las bandas guerrilleras serbias que luchaban contra los turcos otomanos, bajo el liderazgo del mayor Vojislav Tankosić. Este último era miembro de la Mano Negra, la sociedad conspirativa más importante de Serbia en ese momento.
Al principio, Princip fue rechazado en una oficina de contratación en Belgrado debido a su baja estatura. Enfurecido, localizó al propio Tankosić, quien también le dijo que era demasiado pequeño y débil, por lo que, humillado, regresó a Bosnia y se alojó con su hermano en Sarajevo. Pasó los siguientes meses yendo y viniendo entre Sarajevo y Belgrado, donde en esta última conoció a Živojin Rafajlović, uno de los fundadores de la Organización chetnik serbia, quien lo envió (junto con otros quince miembros de la Joven Bosnia) al centro de formación chetnik en Vranje. Allí se reunieron con el director de la escuela, Mihajlo Stevanović-Cupara. Gavrilo vivió en la casa de Cupara, que en la actualidad está situada en la calle Gavrilo Princip de dicha ciudad. Princip practicó tiro, utilizó bombas y la espada. Una vez terminado el entrenamiento, regresó a Belgrado.
En 1913, mientras Princip se encontraba en Sarajevo, Austria-Hungría declaró el estado de emergencia, implementando la ley marcial y tomando el control de las escuelas, prohibiéndose todas las organizaciones culturales serbias.

## Asesinato del archiduque Francisco Fernando

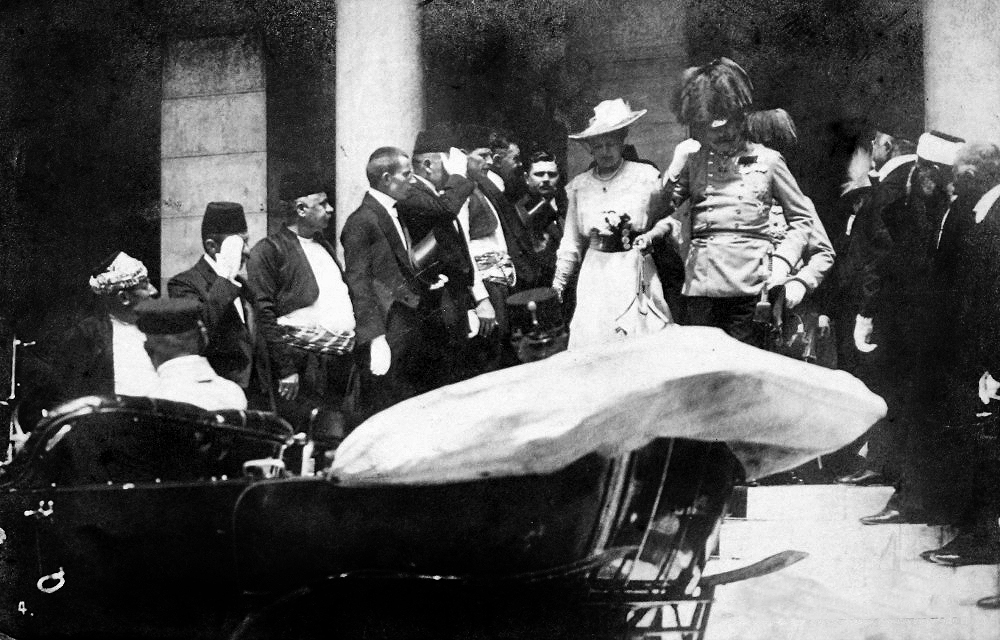
El archiduque y su esposa, Sarajevo, 28 de junio de 1914.

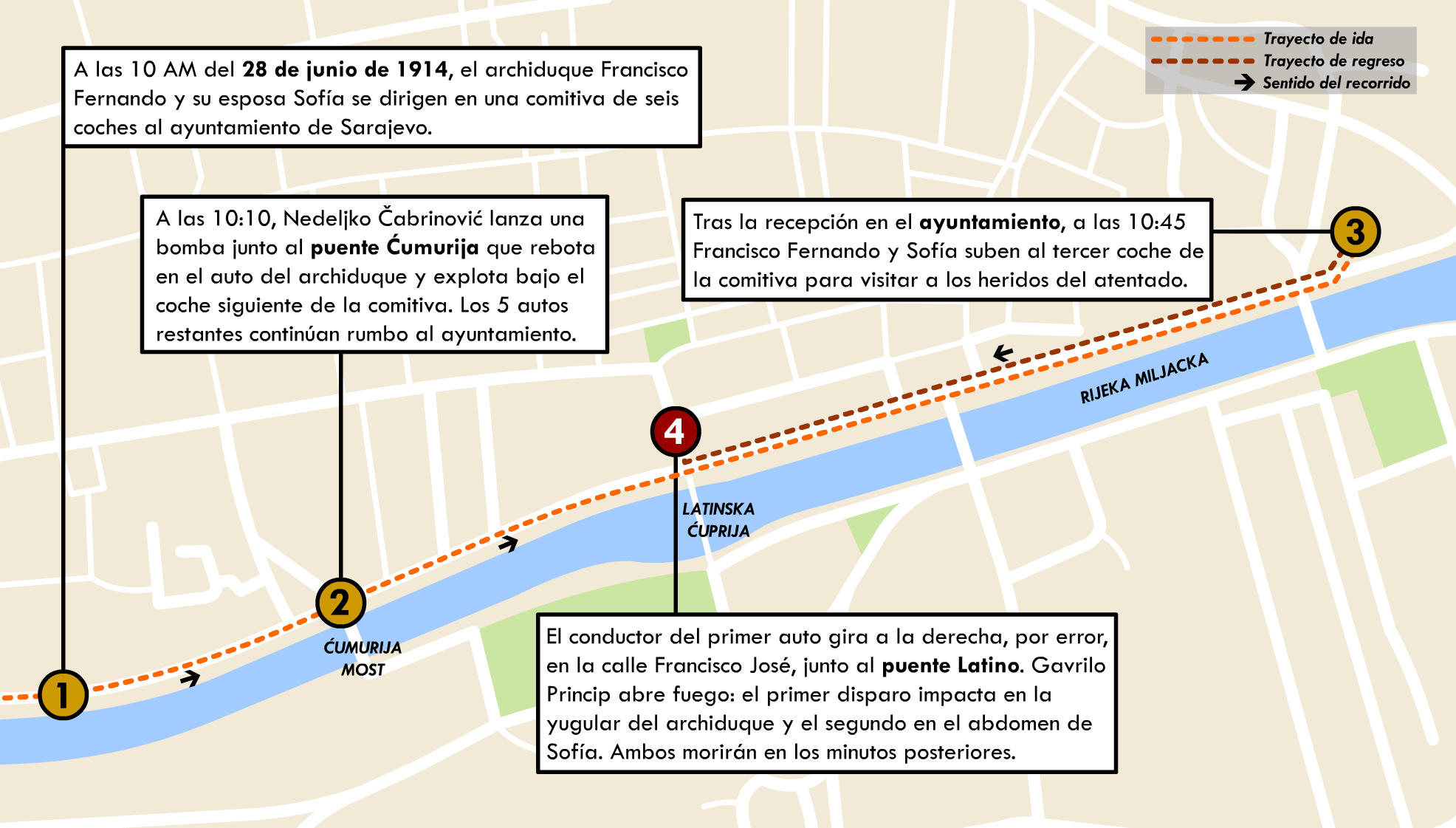
Ruta del desfile del archiduque Francisco Fernando.

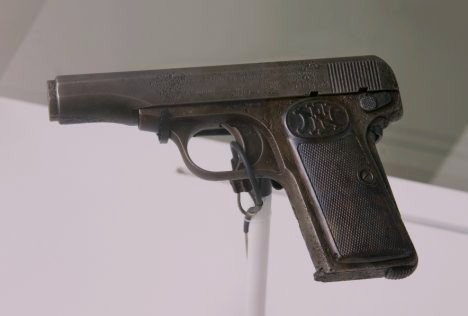
FN Modelo 1910 de Princip, Museo de Historia Militar de Viena, 2009.

El 28 de  junio de 1914, Princip asesinó al archiduque Francisco Fernando de Austria y a su esposa, la duquesa Sofía Chotek, aunque no había tenido intenciones de hacerle daño a la duquesa. La pareja real llegó a Sarajevo en tren poco antes de las 10 de la mañana y viajó en el tercer coche de un desfile compuesto por seis vehículos hacia el ayuntamiento. La capota de su coche se echó hacia atrás para permitir a la multitud tener una buena vista de sus ocupantes.
Princip y los otros cinco conspiradores se alinearon en la ruta. Estos estaban esparcidos a lo largo de los embarcaderos de Appel, cada uno con instrucciones de asesinar al archiduque cuando el coche real llegara a su posición. El primer conspirador que vio al coche real fue Muhamed Mehmedbašić, aunque, parado en frente del banco austrohúngaro, perdió los nervios y permitió que el automóvil pasara sin tomar medidas. A las 10:15, cuando el desfile pasó por la estación central de policía, el estudiante de diecinueve años Nedeljko Čabrinović arrojó una granada de mano al auto del archiduque, pero el conductor vio el objeto volando hacia él y aceleró, y la bomba, que tenía un retraso de diez segundos, explotó debajo del cuarto automóvil, y en consecuencia, dos de los ocupantes resultaron gravemente heridos. Después del intento fallido de Čabrinović, la caravana se alejó a toda velocidad y Princip y los conspiradores restantes no actuaron debido a la alta velocidad de los vehículos.
Después de que el archiduque pronunciara su discurso programado en el ayuntamiento, decidió visitar a las víctimas del ataque con la granada de Čabrinović en el hospital de Sarajevo. Con el fin de evitar el centro de la ciudad, el general Oskar Potiorek decidió que el automóvil real debía viajar directamente a lo largo de los embarcaderos de Appel hasta el hospital. Sin embargo, este último se olvidó de informar al conductor, Leopold Lojka, sobre esta decisión. De camino al hospital, el conductor giró incorrectamente hacia una calle lateral donde Princip se había colocado frente a una tienda de delicatessen local.  Después de darse cuenta de su error, Lojka frenó y comenzó a dar marcha atrás, aunque mientras lo hacía, el motor se paró y la caja de cambios se bloqueo. Princip, aprovechándose de la situación, dio un paso adelante, desenfundó su FN Modelo 1910, y disparó a quemarropa dos veces contra el coche, primero impactando mortalmente al archiduque en el cuello y luego a la duquesa en el abdomen, y en consecuencia, las heridas les causaron la muerte poco después.

## Arresto y juicio

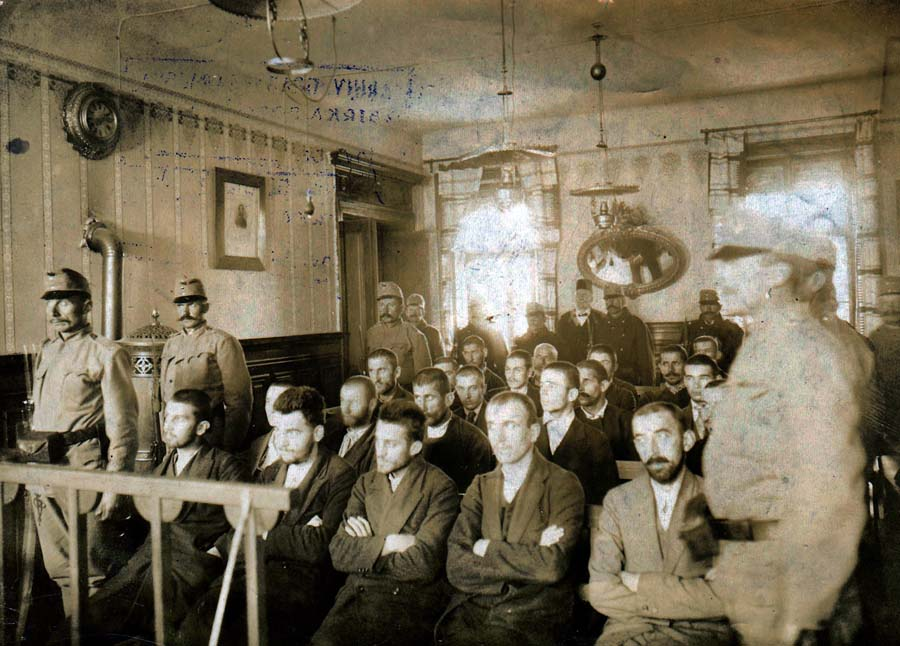
Princip, sentado en el centro de la primera fila, en juicio el 5 de diciembre de 1914.

Princip intentó dispararse a sí mismo, pero le arrebataron la pistola de la mano antes de que tuviera la oportunidad de disparar otro tiro. En su juicio, dijo que lamentaba el asesinato de la duquesa y que tenía la intención de matar a Potiorek, pero sin embargo estaba orgulloso de lo que había hecho. Además, hizo otra declaración diciendo: «Soy un nacionalista yugoslavo y creo en la unificación de todos los eslavos meridionales bajo cualquier forma de Estado libre de Austria». La Mano Negra estuvo implicada en el asesinato que llevó a Austria-Hungría a emitir una démarche (exigencia) a Serbia conocida como el ultimátum de julio que condujo al estallido de la Primera Guerra Mundial.
Princip tenía diecinueve años en ese momento y era demasiado joven para recibir la pena de muerte, ya que le faltaban veintisiete días para el límite de edad mínimo de veinte años exigido por la ley de Habsburgo, para que se le pudiese aplicar esa pena;  por lo que en cambio, recibió la sentencia máxima de veinte años de prisión.

## Encarcelamiento y muerte

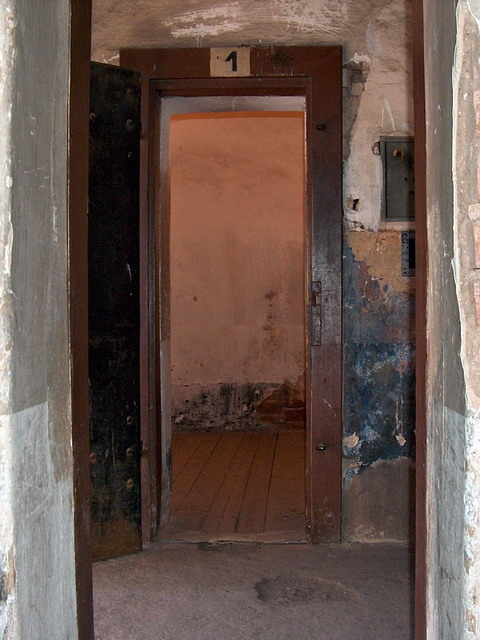
La celda ocupada por Princip en Terezín.

Princip estaba encadenado a un muro en confinamiento solitario en la pequeña fortaleza de Terezín, donde vivía en duras condiciones, incluyendo el hecho de que padecía tuberculosis, enfermedad que fue devorando sus huesos tanto que tuvieron que amputarle el brazo derecho. En enero de 1916, Princip intentó sin éxito ahorcarse con una toalla. De febrero a junio de 1916, Princip se reunió cuatro veces con Martin Pappenheim, un psiquiatra del ejército austrohúngaro, quien escribió que Princip creía que la Guerra Mundial estaba destinada a suceder, independientemente de sus acciones, y que «no podía sentirse responsable de la catástrofe».
Gavrilo Princip murió el 28 de abril de 1918, tres años y diez meses después del asesinato. En el momento de su muerte, debilitado por la desnutrición y las enfermedades, pesaba apenas alrededor de cuarenta kilogramos.

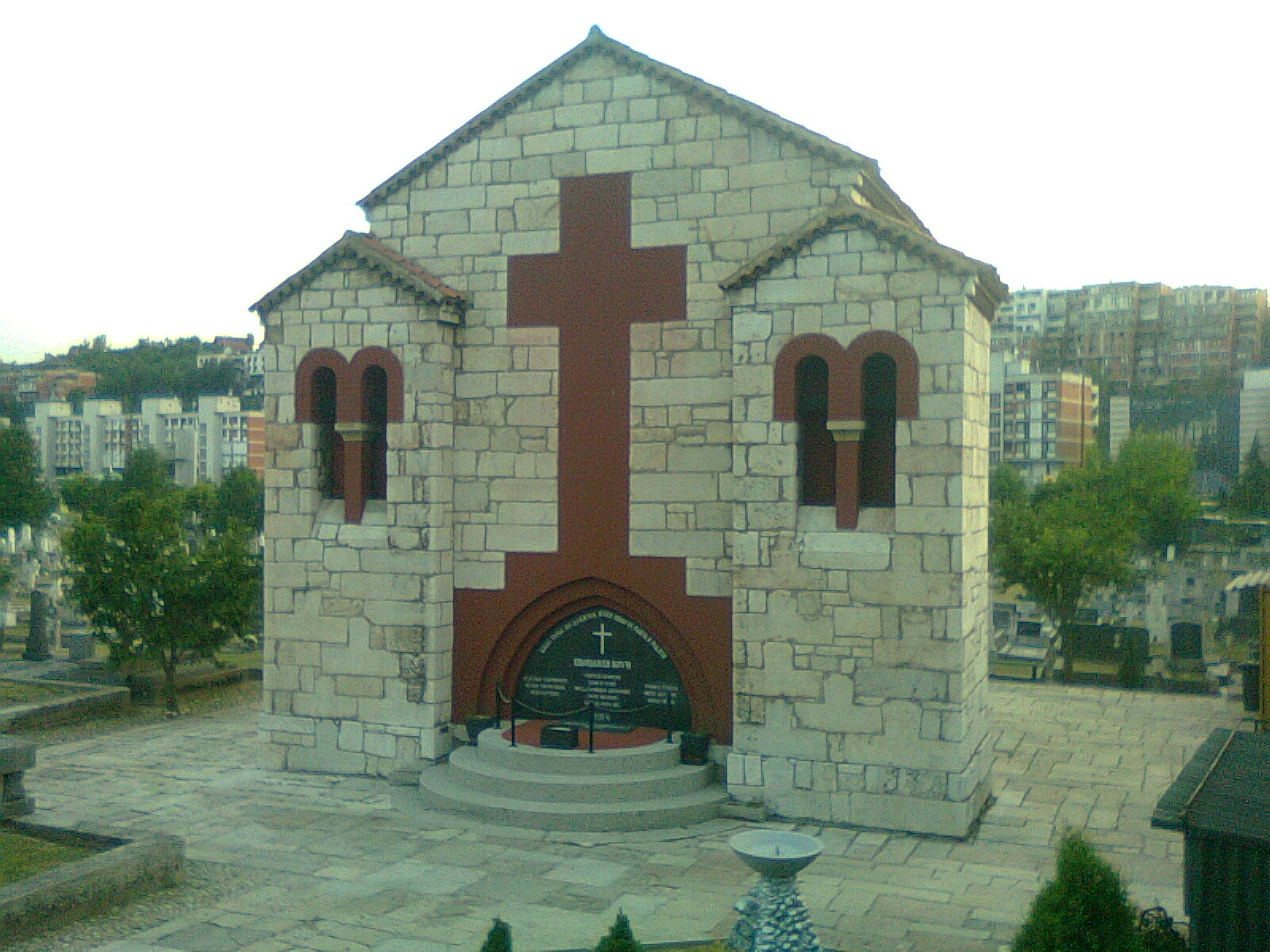
La capilla de los héroes de Vidovdan en el cementerio de los Santos Arcángeles en Sarajevo.

Temiendo que sus huesos pudieran convertirse en reliquias de los nacionalistas eslavos, los guardias de la prisión de Princip llevaron en secreto el cuerpo a una tumba sin nombre, pero un soldado checo asignado al entierro recordó el lugar, y en 1920 Princip y los otros «héroes de Vidovdan» fueron exhumados y llevados a Sarajevo, donde fueron enterrados juntos bajo la capilla de los héroes, explicándose que, fue «construida para conmemorar por la eternidad a nuestros héroes serbios» en el cementerio de los Santos Arcángeles que incluye una cita del poeta montenegrino Njegoš: «Bendito quien vive por siempre. Él tenía algo por lo que nacer».

## Memoria

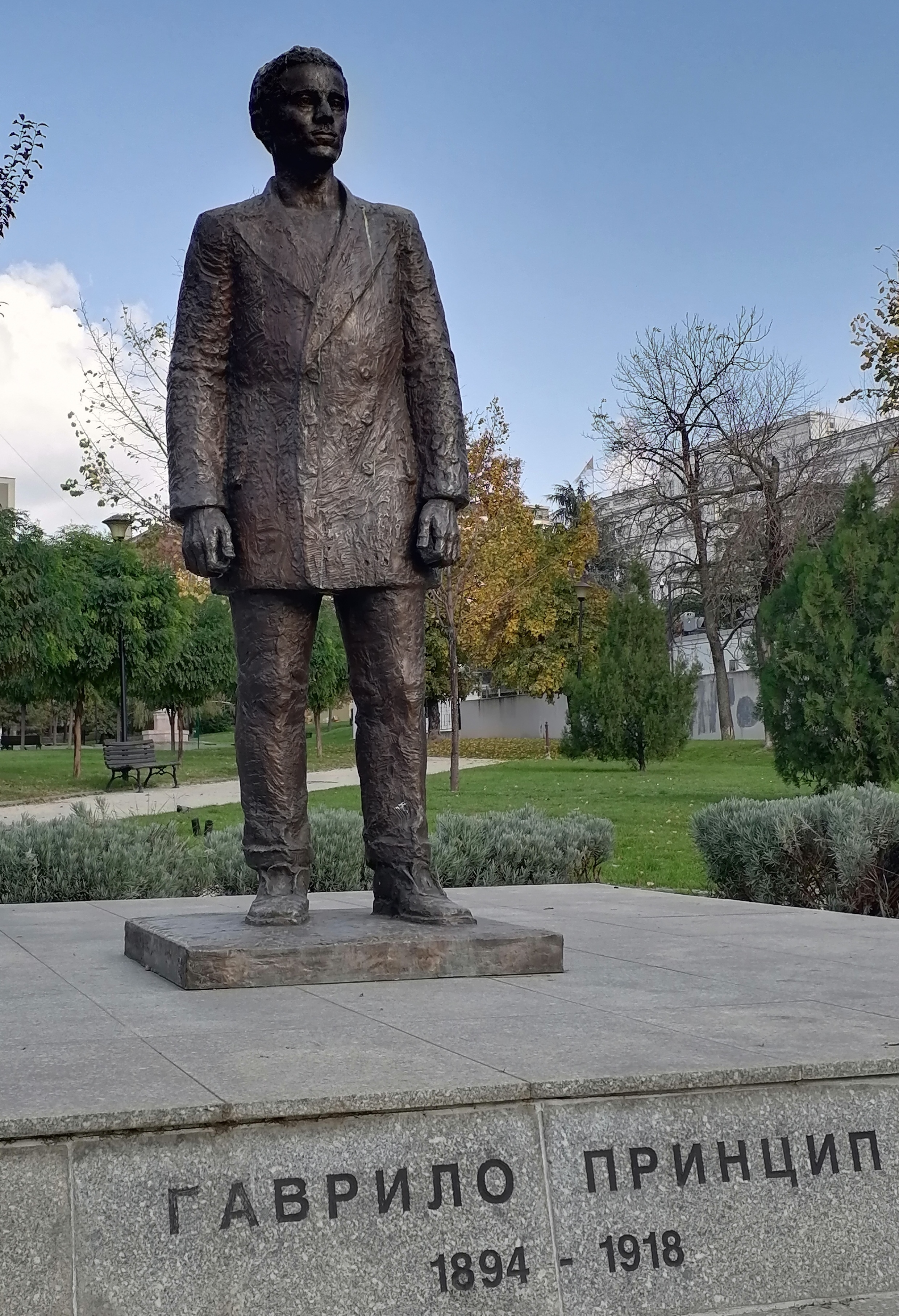
La estatua de Gavrilo Princip en el parque homónimo, Belgrado.

El legado de Princip todavía se disputa. Los serbios lo celebran como un héroe, pero muchos bosnios lo consideran un terrorista.
En la Yugoslavia socialista, Gavrilo Princip fue venerado como un héroe nacional y un luchador por la libertad que luchó para liberar a todos los pueblos de Yugoslavia del dominio austríaco; sin embargo, en la actualidad, muchos croatas y bosnios han expresado puntos de vista que caracterizan a Princip, simplemente como un asesino. Asim Sarajlić, un alto diputado del partido nacionalista bosnio Acción Democrática, declaró que Princip puso fin a «una era dorada de la historia bajo el dominio austríaco» y que «estamos firmemente en contra de la mitología de Princip como un luchador de la libertad».
Sin embargo, los serbios continúan venerando su memoria, como es el caso de Nenad Samardžija, gobernador de Sarajevo Oriental, que dijo que el asesinato no fue un acto terrorista sino «un movimiento de jóvenes que querían liberarse de la esclavitud colonial». Durante la era yugoslava, el Puente Latino, el lugar del asesinato, pasó a llamarse Puente de Princip en recuerdo.

### Monumentos y conmemoración

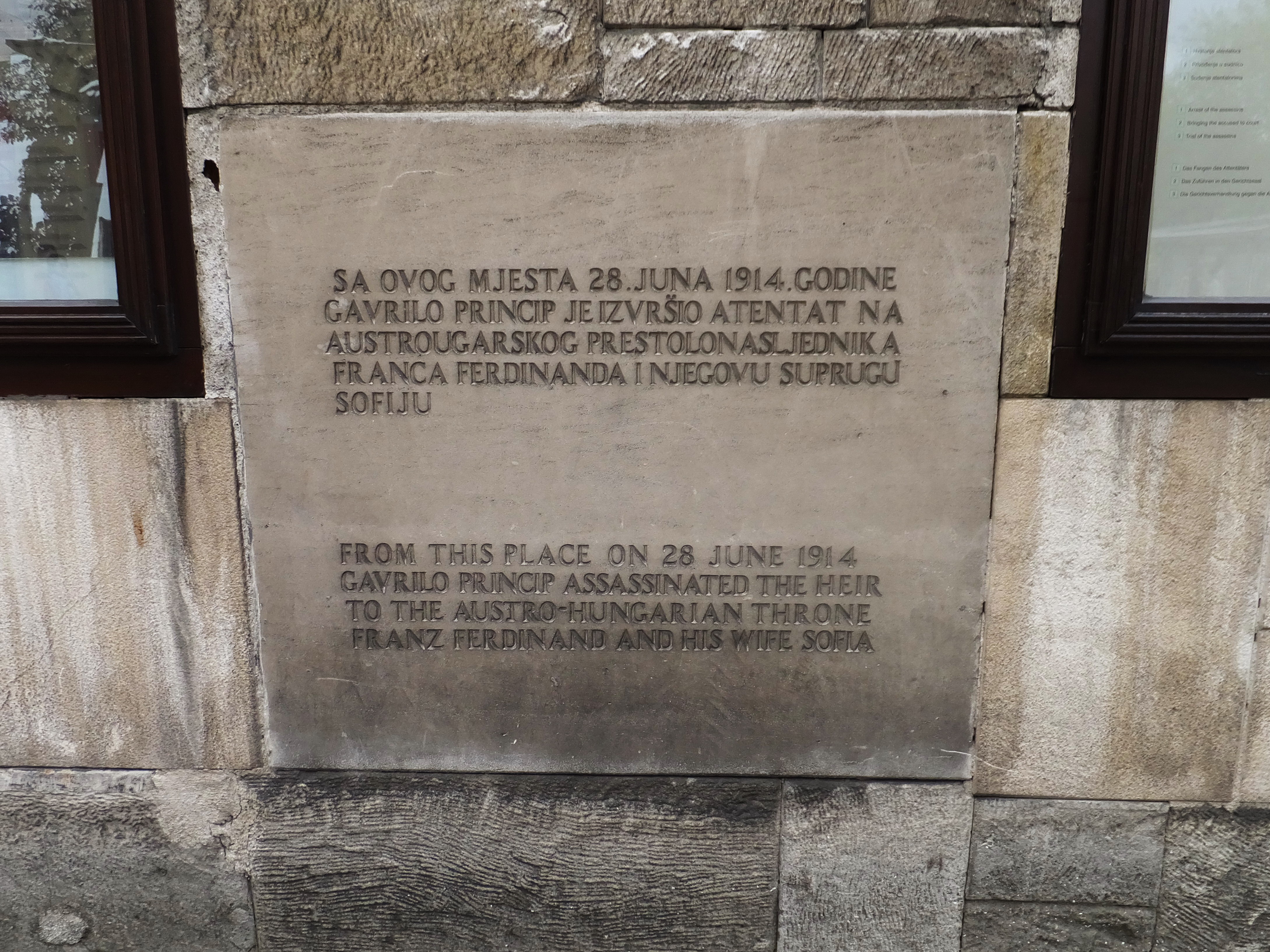
La placa que marca el lugar del asesinato.

La casa en la que Princip vivió durante su estancia en Sarajevo fue destruida durante la Primera Guerra Mundial. Después del conflicto, fue reconstruida y hecha museo en el Reino de Yugoslavia. Esta última fue conquistada por Alemania en 1941 y Sarajevo pasó a formar parte del Estado Independiente de Croacia. La organización terrorista croata Ustacha volvió a destruir la casa. Después del establecimiento de la Yugoslavia comunista en 1944, la casa de Gavrilo Princip se convirtió nuevamente en un museo. Además de este último, en la ciudad existía otro museo dedicado a él. Durante las guerras yugoslavas de la década de 1990, la casa de Gavrilo Princip fue destruida y luego reconstruida por tercera vez en 2015.
La pistola de Princip fue confiscada por las autoridades y finalmente entregada, junto con la camiseta ensangrentada del archiduque, a Anton Puntigam, un sacerdote jesuita que era un amigo cercano de este último y que había dado a él y su esposa sus últimos ritos. La pistola y la camisa permanecieron en posesión de los jesuitas austríacos hasta que las ofrecieron en préstamo a largo plazo al Museo de Historia Militar de Viena en 2004. En la actualidad forma parte de la exposición permanente del lugar.
Ha habido muchos monumentos de corta duración a Gavrilo Princip. En 1917, se construyó un pilar en la esquina de donde tuvo lugar el asesinato, aunque fue destruido al año siguiente. En la década de 1940, se quitó una placa que conmemoraba a Princip cuando el ejército alemán invadió, y después de la Segunda Guerra Mundial se colocó una nueva placa que decía que «Gavrilo Princip echó a los ocupantes alemanes». Durante la guerra de Bosnia, se arrancaron unas huellas impresas en el pavimento que marcaban el lugar donde Princip disparó los tiros fatales.
A medida que se acercaba el centenario del asesinato, se colocó una placa en la esquina donde tuvo lugar el asesinato, que dice: «Desde este lugar, el 28 de junio de 1914, Gavrilo Princip asesinó al heredero del trono austrohúngaro Franz Ferdinand y a su esposa Sofía». El 21 de abril de 2014, se inauguró un busto de Princip en Tovariševo, y en el mismo centenario, se erigió una estatua en el este de Sarajevo.
Un año después, el presidente de Serbia Tomislav Nikolić y el presidente de la República Srpska, Milorad Dodik, develaron una estatua de Princip en Belgrado, como regalo de la República Srpska a Serbia. En la inauguración, Nikolić pronunció un discurso, diciendo en parte: «Princip era un héroe, un símbolo de las ideas de liberación, asesino de tiranos, poseedor de ideas de liberación de la esclavitud, que se extendió por Europa».